# Kajdacs
Kajdacs is een plaats (község) en gemeente in het Hongaarse comitaat Tolna. Kajdacs telt 1384 inwoners (2001).